# مصرف الزيتونة

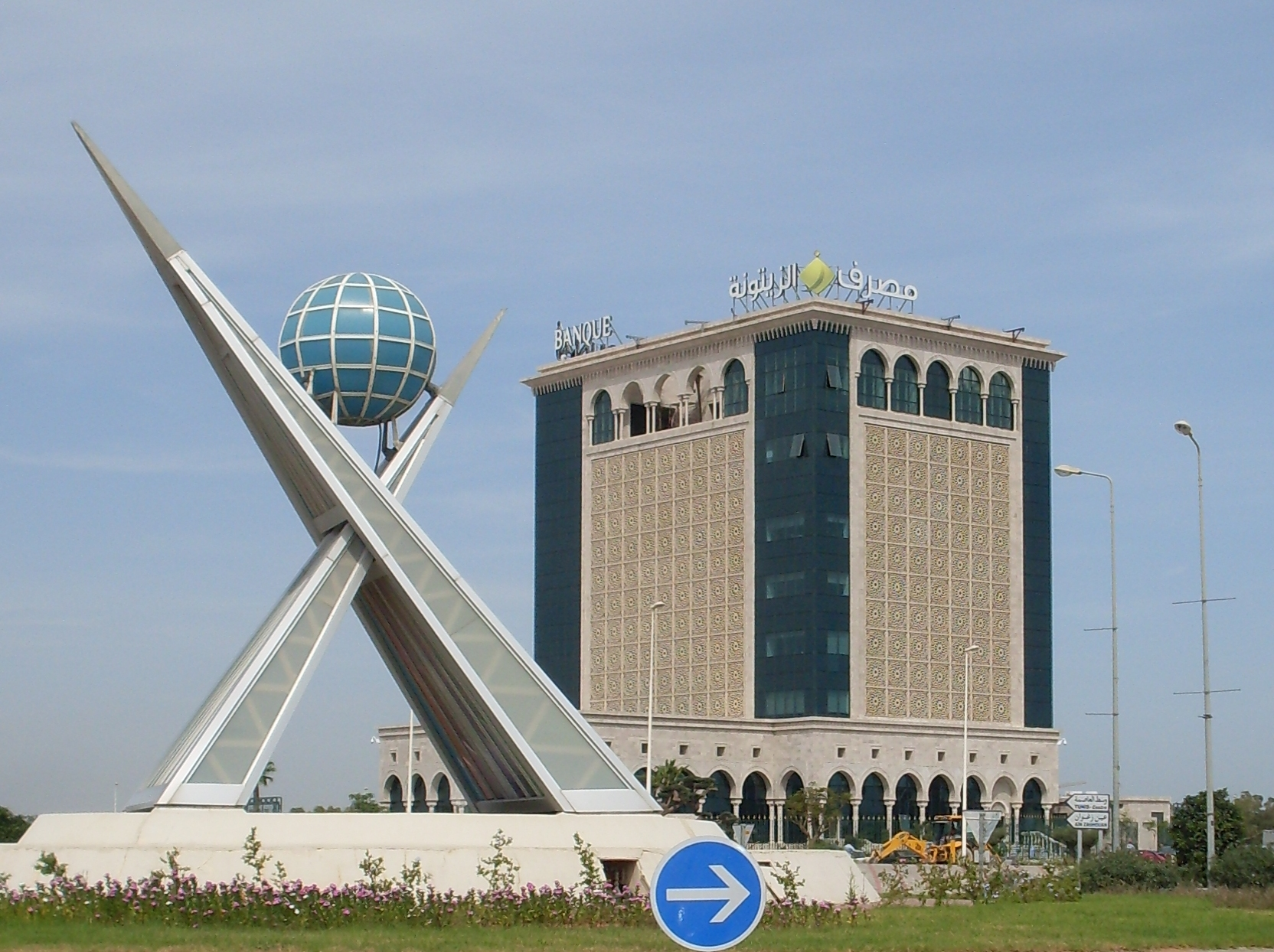
مقر مصرف الزيتونة الرسمي

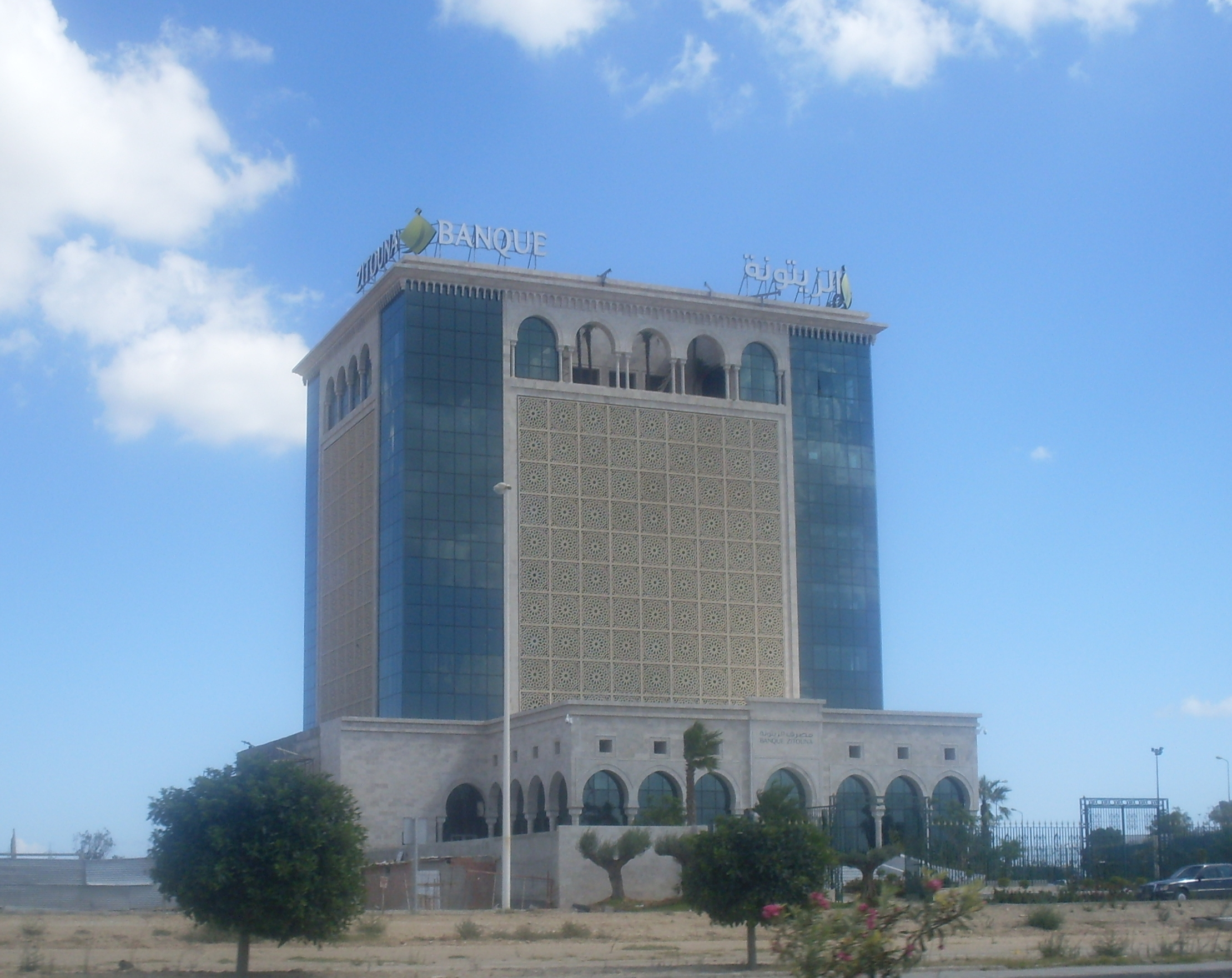
مقر مصرف الزيتونة الرسمي عام 2010

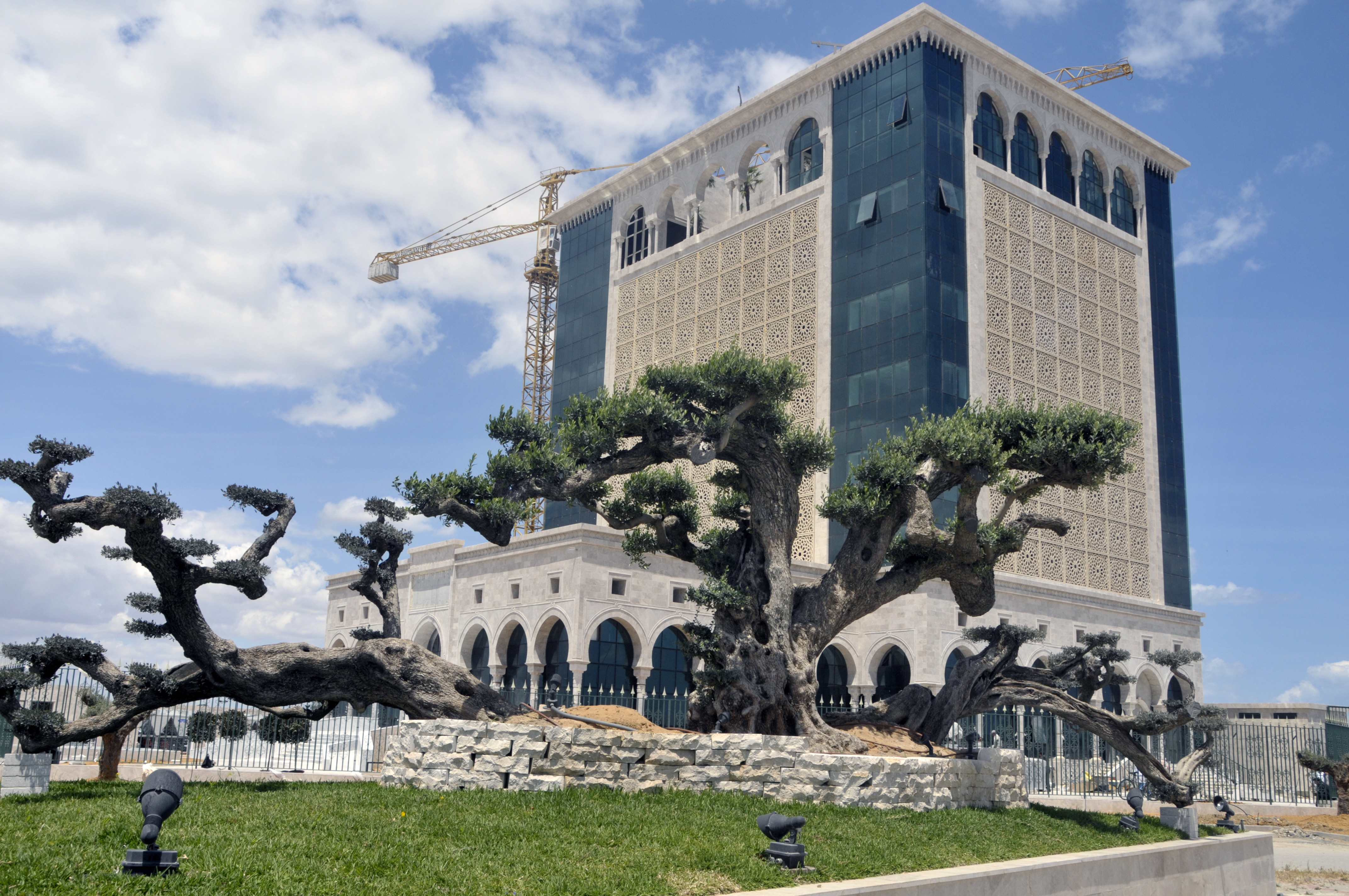
مقر مصرف الزيتونة الرسمي

مصرف الزيتونة هو مصرف تجاري إسلامي تونسي متخصص في المالية الإسلامية. تأسس المصرف في عام 2009 على يد رجل الأعمال التونسي محمد صخر الماطري، وافتُتِح للبنك أمام العموم في عام 2010. يُعد مصرف الزيتونة أول بنك إيداع تونسي يعمل وفقًا للمصرفية الإسلامية.
بعد الثورة التونسية وهروب صخر الماطري، صهر الرئيس المخلوع زين العابدين بن علي من تونس، أصبحت ملكية البنك تابعة للدولة التونسية بالشراكة مع عدة مؤسسات أخرى تابعة لها، ووُضع البنك تحت إشراف البنك المركزي التونسي بشكل مؤقت.
في عام 2018، باعت الدولة التونسية ممثلة في الكرامة القابضة حصتها البالغة 69.15% من رأس مال البنك إلى مجموعة الماجدة القطرية.

## التاريخ
في عام 2009، حصل محمد صخر الماطري على موافقة السلطات النقدية التونسية لإنشاء بنك الزيتونة التجاري في 10 سبتمبر من نفس العام. تم تأسيس البنك برأسمال يقدر بنحو 30 مليون دينار، وتم الإعلان عنه في الرائد الرسمي للجمهورية التونسية، حيث تم تحديد نطاق عمله في ممارسة جميع الأعمال المصرفية، توفير التمويل، إدارة وسائل الدفع، وتقديم خدمات التبادل للعملاء.
تم إطلاق بنك الزيتونة رسميًا في 28 مايو 2010. وبعد فترة قصيرة من انطلاقه، قام البنك بمضاعفة رأسماله إلى 70 مليون دينار، وهي الزيادة الثانية في رأس مال البنك.
في خريف عام 2010، وردت مجموعة الزيتونة ومؤسسها في المذكرات الدبلوماسية الأمريكية التي كشف عنها موقع ويكيليكس، حيث تم الإشارة إلى صخر الماطري وعلاقته بنظام الرئيس زين العابدين بن علي، والتي تم وصفها بأنها "شبه مافيا".
في عام 2011، وبعد الثورة التونسية التي أدت إلى الإطاحة بنظام بن علي، فر محمد صخر الماطري خارج البلاد، ما دفع العديد من العملاء إلى التزاحم على فروع البنك لسحب أموالهم. وفي 19 يناير 2011، وقع بنك الزيتونة تحت إدارة البنك المركزي التونسي (BCT) بشكل مؤقت.
وفي 18 مارس 2011، تم نشر المرسوم التشريعي في الرائد الرسمي للجمهورية التونسية، الذي أقر بمصادرة جميع الممتلكات المنقولة وغير المنقولة والأصول الخاصة بـ 110 أشخاص، من بينهم صخر الماطري، مما أدى إلى تأميم البنك.

## مصدر الأموال
إن إنشاء بنك الزيتونة والتمويلات التي ساهم بها محمد صخر الماطري وأصل ثروته يعد أمرًا مثيرًا للجدل. حيث كان المساهم الأكبر من خلال شركة قابضة تملك أكثر من 51% من رأس المال، بالإضافة إلى مجموعة من المساهمين الرئيسيين، يتألفون من مجموعات تونسية خاصة مثل مجموعة التخطيط، مجموعة بولينا، المجموعة التونسية لخدمات السفر، مجموعة دليس، شركات أوليس للتجارة والصناعة، ومجموعة بوشماوي.
بعد زواج صخر الماطري من نسرين بن علي في عام 2004، وهي الابنة الكبرى للرئيس زين العابدين بن علي، حصل الماطري في العام التالي على 16% من رأس مال بنك الجنوب (البنك التجاري حاليًا)، بينما كان البنك التونسي تحت إدارة القطاع العام. وفي هذا السياق، استعان الماطري بالتمويلات المباشرة من بنك الجنوب، بدعم من السلطة التونسية.
في تلك الفترة، قامت مجموعة التجاري وفا بنك المغربية ومجموعة سانتاندير الإسبانية، التي شكلت الاتحاد المالي المغربي الأندلسي، باسترجاع حصتها من بنك الجنوب للتنافس مع بي إن بي باريبا (BNP الفرنسية). وقد حصل الاتحاد المالي المغربي الأندلسي على هذه الأسهم بسعر 9.010 دينار للسهم الواحد، بينما كانت بي إن بي باريبا عرضت أقل من دينارين للسهم الواحد. تجدر الإشارة إلى أن أسهم البنك التجاري كانت تُطرح في البورصة في ذلك الوقت بسعر يتراوح بين 6 و7.5 دينار للسهم.
قام الماطري ببيع حصته في مجموعة بنك سانتاندير الإسباني ذات القيمة المضافة العالية، مع ضمان من الحكومة التونسية بنسبة 25% من باقي رأس المال.
وفقًا للموقع الرسمي لBakchich، تم تقدير فائض القيمة المضافة للماطري بنحو 17 مليون يورو، معظمها تم إعادة استثماره في شركة Ennakl، التي تعد الممثل الحصري لـ فولكس فاجن، أودي، وشاحنات رينو في تونس. كما أصبحت هذه الشركة المورد الرسمي للإدارة التونسية.

## الفروع
يملك المصرف 103 فرع في تونس منها 20 فرع في تونس العاصمة وضواحيها.

## وصلات خارجية
- الموقع الرسمي لمصرف الزيتونة.